# عبد القادر طاش (سياسي أردني)
عبد القادر محمد طاش ولد في عمان عام 1921 ، حصل على شهادة الثانوية من مدرسة المطران في عمان عام 1942.
عمل سكرتيرا لنادي الملك حسين عام 1945 ثم موظفا في دائرة الاستيراد والتصدير ومراقبة العملة عام 1947.
و لقد كان عضو في مجلس إدارة البنك الأهلي الأردني، وعضوا في مجلس إدارة شركة الأجواخ الأردنية عام 1962، ثم أصبح نائبا لمدير البنك الأهلي الأردني عام 1967.
كما انتخب عضوا في مجلس النواب الأردني في الفترة 1956 - 1957. وكان آخر منصب شغله وزيرا للمالية عام 1970.
ثم أصبح رئيس مجلس إدارة البنك الأهلي الأردني